# Stipa media
Stipa media là một loài thực vật có hoa trong họ Hòa thảo. Loài này được (Speg.) Caro miêu tả khoa học đầu tiên năm 1966.